# Ígor Kurchátov
Ígor Vasílievich Kurchátov (И́горь Васи́льевич Курча́тов) (8 de enero de 1903 – 7 de febrero de 1960) fue un físico ruso, líder del proyecto atómico soviético.

## Biografía
Kurchátov nació en Simski Zavod, en la gobernación de Ufá (actualmente Sim, en la óblast de Cheliábinsk). Estudió física en la Universidad de Simferópol (Crimea) y construcción naval en el Instituto Politécnico de Petrogrado. En 1925, se trasladó al Instituto Físico-Técnico Ioffe, donde trabajó bajo la tutela de Abram Ioffe en varios problemas relacionados con la radioactividad. En 1932 recibió fondos para su propio equipo de investigación nuclear, que construyó el primer ciclotrón soviético en 1939.
Cuando, en 1941, estalló la guerra entre Alemania y la URSS, Kurchátov dirigió sus investigaciones primero a proteger los barcos de las minas magnéticas, y posteriormente a mejorar el blindaje de los carros de combate.
En 1943, el NKVD obtuvo una copia de un informe secreto británico sobre la viabilidad de las armas atómicas, que llevó a Stalin a ordenar el inicio de un programa atómico soviético (aunque con recursos muy limitados). Ioffe recomendó a Kurchátov a Viacheslav Mólotov, y Kurchátov fue elegido director del naciente programa aquel mismo año. El proyecto atómico soviético permaneció con una prioridad relativamente baja hasta que la información del espía Klaus Fuchs y posteriormente la destrucción de Hiroshima y Nagasaki estimuló a Stalin para pasar a la acción. Stalin ordenó a Kurchátov tener producida la bomba para 1948, y puso a Lavrenty Beria al mando del proyecto. El proyecto fue trasladado a la ciudad de Sarov en la Óblast de Gorki (actualmente Óblast de Nizhni Nóvgorod) junto al Volga, y fue renombrado como Arzamas-16. El equipo (que incluía a otros prominentes científicos nucleares soviéticos como Yuli Jaritón y Yákov Zeldóvich) se basó tanto en los documentos que el gobierno estadounidense hacía públicos como en las posteriores informaciones facilitadas por Fuchs, pero Kurchátov y Beria (temiendo que los informes de inteligencia fueran falsos) insistían en que sus científicos recomprobaran todo por ellos mismos. Beria en particular usaba los informes de inteligencia como una comprobación externa de las conclusiones de los equipos de científicos.
El 29 de agosto de 1949, el equipo detonó Primer Rayo, su dispositivo de pruebas inicial (una bomba de implosión de plutonio) en el sitio de pruebas de Semipalátinsk. Kurchátov comentó posteriormente que su primera reacción fue de alivio, ya que estaba seguro de que si el arma hubiese fallado Stalin lo habría fusilado. (Véase Ejercicios militares en Semipalátinsk.)
Posteriormente, Kurchátov trabajó en el proyecto de la bomba de hidrógeno soviética (1953), aunque más adelante defendió el uso pacífico de la tecnología nuclear, abogando en contra de las pruebas nucleares.
Durante el programa de la bomba atómica, Kurchátov juró no afeitarse hasta que tuvieran éxito, aunque continuó luciendo una larga barba (a menudo cortada de manera excéntrica) el resto de su vida, cosa que le ganó el sobrenombre de “La Barba”. 

### Otros proyectos
Durante su intensa carrera lideró numerosos proyectos: el primer ciclotrón europeo en Moscú (1946); el primer reactor nuclear en el mundo (1954); el rompehielos Lenin, primer buque de superficie de propulsión nuclear en el mundo (1959); y el primer barco mercante con propulsión nuclear marina (1959).

## Muerte
En enero de 1949, Kurchátov había estado implicado en un accidente serio que se convirtió en una catástrofe en el accidente de Kyshtym, en el que se especula que pudo haber más víctimas que en el accidente de Chernóbil. En un esfuerzo para salvar la carga de uranio y reducir las pérdidas en la producción de plutonio, Kurchátov fue el primero en entrar en la sala central del reactor dañado llena de gases radiactivos.
La salud de Kurchátov empeoró drásticamente en sus últimos años. Sufrió un grave ataque vascular en 1954 y murió en Moscú de un embolismo cardíaco el 7 de febrero de 1960, a los 57 años de edad. Fue incinerado, y sus cenizas se enterraron en la Necrópolis de la Muralla del Kremlin en la Plaza Roja.

## Legado y honores

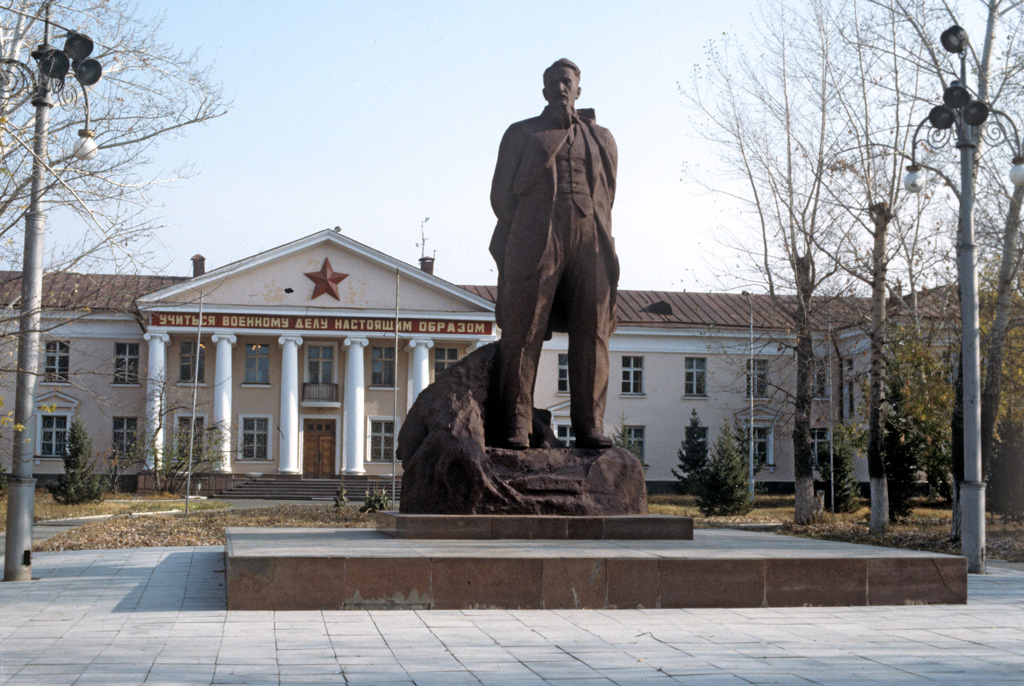
Monumento a Kurchátov en el Centro de Ensayos Nucleares de Semipalátinsk.

En reconocimiento al establecimiento del programa nuclear soviético, de acuerdo con el decreto estatal 627-258, Kurchátov fue galardonado con el título de Héroe del Trabajo Socialista, el Premio Stalin de Primera Clase.
Entre sus principales reconocimientos, figuran:
- Tres veces Héroe del Trabajo Socialista (1949, 1951, 1954)
- Recibió cinco Órdenes de Lenin
- Se le otorgaron dos Órdenes de la Bandera Roja
- Recibió las medallas "Por la victoria sobre Alemania" y "Por la defensa de Sebastopol"
- Cuatro veces ganador del Premio Stalin (1942, 1949, 1951, 1954)
- Receptor del Premio Lenin (1957).

También fue galardonado con la Medalla de Oro Euler de la Academia de Ciencias de la URSS, y con la Medalla de Plata Mundial Joliot-Curie.
Muchos de sus estudiantes también disfrutaron de carreras distinguidas, entre ellos Andréi Sájarov, Víctor Adamski, Yuri Babáiev, Yuri Trútnev y Yuri Smirnov.

## Eponimia
- Dos ciudades llevan su nombre: Kurchátov (Kazajistán), la sede del Sitio de pruebas de Semipalátinsk; y Kurchátov (Rusia), cerca de Kursk (emplazamiento de una central nuclear).
- El Instituto Kurchátov está nombrado en su honor, donde se le dedicó un gran monumento.
- El cráter lunar Kurchatov lleva este nombre en su memoria.[11]
- El asteroide (2352) Kurchatov también tiene su nombre.
- Inicialmente se designó Kurchatovio en su honor al elemento n.º 104 de la tabla periódica, aunque finalmente esta denominación fue anulada, adoptándose el nombre de Rutherfordio.
- El aeropuerto internacional de la ciudad de Cheliábinsk lleva su nombre en su honor.